# 아스트리트 쿰베르누스
아스트리트 쿰베르누스(독일어: Astrid Kumbernuss, 1970년 2월 5일 ~ )는 전 독일의 육상 선수로, 원반던지기와 포환던지기를 전문적으로 활약하였다.
메클렌부르크포어포메른주 그레베스뮐렌에서 태어나 SC 노이브란덴부르크 클럽에서 활약하면서 그녀의 경력이 시작되었다.
쿰베르누스는 포환던지기 선수로서 3회의 세계 육상 선수권 대회 우승(1995, 1997, 1999)과 1996년 애틀랜타 올림픽 금메달 획득의 성공들을 거두었다.
1997년에는 "올해의 육상 선수"로 선정되었다.
2005년 스포츠 경력으로부터 은퇴하였다.